# Franco Noriega
Franco Noriega (ur. 16 stycznia 1989) – peruwiański szef kuchni, model i były pływak.

## Życiorys

### Wczesne lata
Urodził się i wychował w Peru. Pochodzi z rodziny restauratorów, jego rodzice i siostra są właścicielami peruwiańskiej sieci piekarni. W 2014 roku rozpoczął naukę w Międzynarodowym Centrum Kulinarnym. Po jej ukończeniu założył własną restaurację, Baby Brasa, która została otwarta w 2016 roku.
W młodości trenował pływanie i uczestniczył w zawodach pływackich. W 2004 roku zakwalifikował się do udziału w Letnich Igrzyskach Olimpijskich 2004 w Atenach, jednak doznał kontuzji tuż przed rozpoczęciem rozgrywek. W 2007 roku przeprowadził się do Nowego Jorku, gdzie studiował aktorstwo na Amerykańskiej Akademii Sztuk Dramatycznych.

### Kariera
Karierę w modelingu zaczął po tym, jak został zauważony przez fotografa mody, Mario Testino. Był modelem dla modowych marek i domów mody, takich jak np. Dolce & Gabbana, Calvin Klein, Roberto Cavalli, Louis Vuitton czy Hugo Boss. Był też dyrektorem kreatywnym marki Macy’s.
W październiku 2016 roku zaczął publikować w serwisie YouTube filmiki, na których przygotowuje potrawy, nie mając na sobie koszulki. Nagrania zapewniły mu międzynarodową rozpoznawalność, on sam został okrzyknięty „najseksowniejszym kucharzem świata” przez światowe magazyny i serwisy internetowe, takie jak m.in. „Mirror”, „People” i „Telegraph”. Model był też gościem amerykańskiego talk-show The Ellen DeGeneres Show.
Od 17 września 2017 roku brał udział w piątej edycji programu Mira quién Baila, emitowanego przez hiszpańskojęzyczną telewizję Univision w Stanach Zjednoczonych.